# Ponte Altinate
Die Ponte Altinate ist eine römische Segmentbogenbrücke in Padua (Italien). Die spätrepublikanische Brücke überquerte einst einen Seitenarm der Brenta, der heute zur Straße Riviera del Ponti Romani aufgeschüttet ist. Das Bauwerk liegt an der Kreuzung zur Via Altinate, vollständig versiegelt von der modernen Straßendecke. 
Das Pfeilverhältnis beträgt 4:1 für das Hauptgewölbe und 3,7:1 für die seitlichen Bögen; das Verhältnis zwischen lichter Weite und Pfeilerstärke liegt bei 5:1.
Ebenfalls unterhalb des heutigen Straßenniveaus gelegen ist die nahe Ponte San Lorenzo, die aber unterirdisch zugänglich ist und Besuchern zu bestimmten Öffnungszeiten offensteht.